# Cerere (fregata)
La Cerere è stata una fregata in servizio tra il 1783 e il 1806 nella Real Marina del Regno delle Due Sicilie, e tra il 1806 e il 1815 nella Marina del Regno di Napoli. Tra il 1801 e il 1802 venne data in prestito alla Marina francese, e nel 1799 militò brevemente nella marina della Repubblica Partenopea.

## Storia
La fregata da 40 cannoni Cerere, costruita su disegni del progettista navale Antonio Imbert, fu varata presso l'arsenale di Castellammare di Stabia il 3 marzo 1783. La nave disponeva di due ponti, aveva la carena ricoperta di rame, tre alberi a vele quadre e bompresso. L'artiglieria era costituita da una batteria coperta con due pezzi da 36 e 10 da 18 lb, 18 carronate da 24 lb in coperta, 2 cannoni da 12 lb e 2 da 6 lb su affusto.
Nel 1793 fece parte di una squadra navale, al comando di Bartolomeo Forteguerri, composta dai vascelli da 74 cannoni Tancredi, Sannita, e Guiscardo, dalle fregate Pallade (44), Cerere dalle corvette Fortuna e Aurora che salpò per Tolone il 27 settembre per scortare il corpo di spedizione napoletano che doveva partecipare all'assedio della città. Nel 1796 la Cerere, al comando di Diego Naselli, eseguì numerose missioni di scorta a unità mercantili, catturando anche uno sciabecco tunisino da 12 cannoni.
Con l'invasione del Regno da parte delle truppe francesi, lo scoppio della rivoluzione a Napoli che con la costituzione della Repubblica Partenopea, e la fuga della famiglia reale a Palermo portò l'ammiraglio inglese Horatio Nelson a dare l'ordine di incendiare le navi borboniche presenti in rada. L'8 gennaio vennero incendiati i vascelli Guiscardo, Tancredi e San Gioacchino, la fregata Pallade, la corvetta Flora e una gabarra, mentre il vascello Partenope fu affondato dalle maestranze dell'arsenale di Castellammare di Stabia. La fregata Cerere, che stava per salpare per Palermo, venne catturata su iniziativa del tenente di vascello Andrea Mazzitelli che aveva aderito alla causa repubblicana. Dopo la fine della Repubblica la Cerere venne recuperata e ritornò in servizio nella marina borbonica nel giugno 1799.
Le clausole segrete della firma del trattato di Firenze firmata il 26 marzo 1800 tra l Regno delle Due Sicilie la Francia obbligavano re Ferdinando I, tra le varie cose, a consegnare alla marina francese tre fregate, la Cerere, la Minerva e la Aretusa.
Consegnata in prestito alla marina francese ad Ancona il 14 luglio 1801 fu rinominata Cérés, rientrando a Napoli da Tolone, dopo la firma della pace di Amiens il 26 febbraio 1802 riassumendo il nome di Cerere. La fregata Cerere prese parte alle operazioni di contrasto alla pirateria barbaresca, svoltesi su iniziativa del Ministro della Marina Giovanni Acton tra il 1800 e il 1805. Il 3 marzo 1804 una squadra navale composta dal vascello Archimede, su cui alzava la sua insegna il capitano di vascello Diodato Micheroux, dalle fregate Cerere e Sibilla e dalle corvette Aurora e Fama (capitano di fregata Raffaele de Cosa) salpò per attaccare il porto di Tunisi e affondare la nave ammiraglia del Bey. La formazione catturò diverse navi, ma a causa dei venti contrari non poté portare l'attacco al golfo di Tunisi e affondare la fregata.
La famiglia reale fuggì da Napoli per Palermo a causa dell'invasione francese, scortata da quasi tutte le unità militari il 23 gennaio 1806. La Cerere imbarcò il personale di corte e gli effetti personali della Regina, prese il mare il 2 febbraio insieme alla corvetta Fama, ritornando poi subito nella Capitale insieme alla corvetta. Finite sul litorale a causa di una tempesta, le due unità furono catturate dai francesi il 14 febbraio. Finite sotto il tiro delle batterie dei forti appena catturati, inquadrate dal tiro d'artiglieria che minacciava di usare anche palle infuocate, il comandante della Cerere Cavalier Santa Lucia ordinò alle due navi di ammainare la bandiera ed arrendersi.
La fregata Cerere insieme alla corvetta Fama andarono a costituire il nucleo della neocostituita marina militare del Regno di Napoli sotto i regni di Giuseppe Bonaparte e poi di Gioacchino Murat. 
Una forza siculo-britannica sbarcò a Reggio Calabria l'11 giugno 1809 nel tentativo di fomentare la rivoluzione contro i francesi. La flotta britannica avanzò quindi fino al Golfo di Napoli e occupò le isole di Procida e Ischia. La fregata Cerere, al comando di Giovanni Bausan impegnò combattimento contro la britannica Cyane sotto gli occhi di Murat. Entrambe le navi furono gravemente danneggiate, ma la nave britannica si ritirò.
Il 1º maggio 1810 le fregate britanniche Spartan e Success inseguirono uno squadra navale napoletana all'interno del porto di Napoli. La squadra navale consisteva nella fregata Cerere, nella corvetta Fama, nel brigantino Sparvievo e nel cutter Achille. 
Il capitano Jahleel Brenton, comandante della Spartan, supponendo che il nemico non sarebbe uscito per combattere le due fregate britanniche, mandò la Success a sud-ovest di Capri con l'ordine di incontrarsi il 2 maggio. Infatti la squadra napoletana, agli ordini del capitano di vascello Ramatuelle, decise di combattere avendo imbarcato 400 soldati svizzeri sulla Cerere e sulla Fama. Così, quando la Spartan si avvicinò a Napoli all'inizio del 3 maggio, Brenton vide lo squadra nemica salpare per incontrarlo, supportata da sette cannoniere, e non potendo contare sull'aiuto della Success ferma per la bonaccia, decise comunque di entrare in azione. Nelle due ore di combattimento che seguirono, la Cerere e la "Fama" si ritirarono entrambe, quest'ultima gravemente danneggiata, e lo "Sparviero" fu costretto ad arrendersi. Il capitano Brenton che condusse il combattimento in piedi sull'argano, fu colpito al fianco da un pezzo di mitraglia e rimase ferito gravemente. Il capitano della Cerere rimase gravemente ferito da un colpo di mitraglia, e rimasero uccisi il primo tenente Baradin, il secondo tenente Abraham e il terzo tenente Scafati.
Nel 1811 la Cerere fu tirata in secco per essere ricostruita sotto la direzione dell'ingegnere Jean François La Fosse, venendo nuovamente varata il 4 agosto 1812 e rientrando in servizio nel dicembre dello stesso anno. Nella primavera del 1815, su ordine di Murat, le fregate Cerere (Giuseppe de Cosa) e Letizia (Raffaele de Cosa) si portarono in Adriatico per appoggiare le operazioni militari in Romagna contro gli austriaci, con il compito di sbarcare un reggimento di fanteria ad Ancona al fine di rafforzarne l'occupazione. A queste unità si aggiunse una seconda divisione, composta dalla fregata Carolina e dal brigantino Calabrese. Da Ancona la Cerere e la Letizia proseguirono sino alle foci del Po per intercettare tutte le comunicazioni tra Venezia e Trieste. A causa dell'aria malsana scoppiò una epidemia di febbri sulle navi, che colpirono ben 360 marinai sulla sola Letizia, limitandone l'efficienza bellica. Salpata da Ancona e portatasi a Brindisi, la divisione navale napoletana si ancorò nella rada, vicino a delle navi inglesi, in assetto di guerra, ignara della caduta del governo di Murat e del rientro a Napoli di Ferdinando I. Le navi vennero raggiunte da una delegazione municipale che annunciava che il giorno dopo la città sarebbe ritornata sotto il dominio del Borboni, comprese le fortificazioni, e invitava i comandanti ad alzare la bandiera del Re per l'indomani, altrimenti le batterie avrebbero aperto il fuoco. Il giorno dopo, 30 maggio 1815, le navi rientrarono in servizio presso la Real Marina del Regno delle Due Sicilie. Fu radiata nel maggio 1820 dopo essersi spiaggiata a causa dei venti libeccio e sfasciata sulla spiaggia dei Granilli.

### Annotazioni
1. ↑  Il suo comandante sotto la Repubblica, tenente di vascello Raffaele De Montemajor, venne impiccato l'8 febbraio 1800.
2. ↑  Per la loro cattura finì sotto processo il capitano di fregata Salvatore Valguarnera, arrestato nel novembre 1806 e scagionato dalle accuse nel settembre 1807.

### Fonti
1. ↑  Tree Decks.
2. ↑  Tree Decks.
3. 1 2 3  Ilari, Boeri 2008, p. 930.
4. ↑  Parrilli 1856, p. 12.
5. ↑  Parrilli 1856, pp. 19-20.
6. 1 2 3 4  Ilari, Boeri 2008, p. 882.
7. 1 2  Ilari, Boeri 2008, p. 883.
8. 1 2  Ilari, Boeri 2008, p. 885.
9. ↑  Ilari, Boeri 2008, p. 886.
10. 1 2  Ilari, Boeri 2008, p. 887.
11. ↑  Parrilli 1856, p. 29.
12. ↑  Parrilli 1856, p. 30.
13. ↑  Ilari, Boeri 2008, p. 910.
14. 1 2 3  Ilari, Boeri 2008, p. 911.
15. 1 2 3 4  Parrilli 1856, p. 31.
16. ↑  Parrilli 1856, p. 32.
17. ↑  Parrilli 1856, p. 34.
18. ↑  Parrilli 1856, p. 33.
19. ↑  Parrilli 1856, p. 39.
20. 1 2 3  Parrilli 1856, p. 40.
21. 1 2 3  Parrilli 1856, p. 41.
22. ↑  Paoletti 2015, p. 37.